# Karl Wilhelm Dindorf
 (octobre 2012).
Si vous disposez d'ouvrages ou d'articles de référence ou si vous connaissez des sites web de qualité traitant du thème abordé ici, merci de compléter l'article en donnant les références utiles à sa vérifiabilité et en les liant à la section « Notes et références ».
Karl Wilhelm Dindorf, né à Leipzig le 2 janvier 1802 et mort dans la même ville le 1er août 1883, est un helléniste allemand.

## Biographie
Il est le fils de Gottlieb Immanuel Dindorf (1755-1812), théologien et spécialiste des langues bibliques, auteur d'un lexique hébreu-chaldéen. Professeur de littérature ancienne à l'Université de Leipzig de 1829 à 1833, il démissionne ensuite et poursuit ses activités de philologue à titre privé.

## Œuvres
Il a collaboré, avec son frère Ludwig, également helléniste, et Charles Benoît Hase, à une nouvelle édition augmentée du Thesaurus linguæ græcæ d'Henri Estienne (Paris, Firmin Didot, 9 vol., 1831-1865).
D'autre part, il a travaillé à l'édition de nombreux auteurs grecs dans plusieurs collections (chez les éditeurs Teubner, Reimer, Firmin Didot ; dans le Corpus scriptorum historiæ byzantinæ de Bonn ; pour les publications de l'Université d'Oxford…).
On peut citer :
- Poetæ scenici græci (Leipzig, Weidmann-Reimer, 1830)
- Sophocle (Oxford, 1832-36)
- Euripide (Oxford, 1834-63)
- Procope de Césarée dans le CSHB (3 vol., 1833-38)
- Lucien de Samosate (Paris, Firmin Didot, 1840)
- Eschyle (Oxford, 1841-51)
- le traité Metra Æschyli, Sophoclis, Euripidis et Aristophanis (Oxford, 1842)
- Flavius Josèphe (Paris, Firmin Didot, 1845-49)[1]
- Démosthène (Oxford, 1846-51)
- Scholia in Sophoclis tragœdias septem (Oxford, 1852)
- Homère (Leipzig, Teubner, 1855-56)
- Épiphane de Salamine (Leipzig, Weigel, 1859-61)
- Eusèbe de Césarée (Leipzig, Teubner, 1867-71)
- Lexicon Sophocleum (Leipzig, Teubner, 1871)
- Lexicon Æschyleum (Leipzig, Teubner, 1876)
- Scholia Græca in Homeri Iliadem (Oxford, 1875-1880).

Son frère Ludwig August (1805-1871), outre sa collaboration au Thesaurus, a édité :
- le Chronicon Paschale (CSHB, 1832)
- Xénophon (Paris, Firmin Didot, 1838 ; Leipzig, Teubner, 1849-51)
- Diodore de Sicile (Paris, Firmin Didot, 1842-44 ; Leipzig, Teubner, 1866-68)
- Pausanias (Paris, Firmin Didot, 1845)
- Dion Chrysostome (Leipzig, Teubner, 1857)
- Dion Cassius (Leipzig, Teubner, 1863-65)
- Polybe (Leipzig, Teubner, 1866-68)
- Jean Zonaras (Leipzig, Teubner, 1868-75)
- Historici Græci minores (Leipzig, Teubner, 1870-71).